# کارل اشوگلر
کارل اشوگلر (آلمانی: Karl Schwegler؛ زادهٔ ۱۷ سپتامبر ۱۹۰۲ - درگذشته نامشخص) قایقران روئینگ اهل سوئیس بود.